# Ценмар
Ценмар или Цинимар (изговара се "Санимар" на арапском: سنمار) је древни архитекта из Персијског царства, од кога је било затражено да изгради палату за арапског Лахмидског краља која ће бити најлепша међу осталим које су се налазиле под контролом Персијског царства.(Погледај град Ал-Хиру).
Након 20 година, Ценмар је завршио изградњу палате, под називом Каварнак (арапски: الخورنق), и позвао краља да је види. То је било право уметничко дело. Након краћег разговора између њих двојце, Ценмар је рекао краљу две ствари. Прва је била везана за циглу која је била уграђена у палату чија би се конструкција потпуно срушила ако би је помеили, и он је био једини који је знао где је она лежала. А друга да је могао да подигне палату која би се померала заједно са сунчевом светлошћу где год да се она појави. Краљ, који се уплашио Ценмаровог знања о грађењу циглама и након чега је из љубоморе да овај не сагради лепшу палату за неког другог краља, наредио је својим стражарима да убију Ценмара тако што ће га бацити са палате на земљу.
"Ценмарова надокнада" је пословица која се често користи у персијским и арапским земаљама.